# 伊維堯
伊維堯（西班牙語：Yby Yaú），是巴拉圭的城鎮，位於該國東北部，由康塞普西翁省負責管轄，面積2,174平方公里，海拔高度187米，2002年人口19,764，人口密度每平方公里9.09人。